# Nationaal Jeugd Harmonie Orkest
Het Nationaal Jeugd Harmonie Orkest (NJHO) was een Nederlands orkest dat begin 1985 ontstond op initiatief van het ministerie van WVC en heeft voortbestaan tot ongeveer 2010.

## Geschiedenis
De consulent van de (toenmalige) S.A.M.O. Nederland (later: Landelijk Kennisinstituut Cultuureducatie en Amateurkunst, LKCA) Jan Cober heeft het orkest opgericht. Het ensemble bestond uit ruim 80 musici in de leeftijd tot en met 25 jaar die na uitvoerige audities werden geselecteerd en uit geheel Nederland afkomstig waren. Tot de werkzaamheden van het orkest behoorden onder meer het verzorgen van workshops, dirigentendagen, voorspelen en propageren van concoursmuziek. Tevens vervulde het orkest een representatieve taak in het geven van concerten in binnen- en buitenland.
Het NJHO heeft concerten gegeven bij gelegenheden als bijvoorbeeld het Wereld Muziek Concours te Kerkrade, het Certamen International de Bandas de musica Ciudad de Valencia, de conferenties van de World Association for Symphonic Bands and Ensembles (WASBE) te Boston (Verenigde Staten) (1987) en Hamamatsu (Japan) (1995), bij het eerste Internationale Festival voor Blaasorkesten te Sofia (Bulgarije) en het elfde Internationale Jeugdmuziekfestival te Kumamoto (Japan).
Het NJHO heeft zich voor het repertoire tot doel gesteld, symfonische blaasmuziek uit te voeren en daarnaast ook nieuwe composities van Nederlandse componisten te promoten.
Er werd ook gewerkt met gastdirigenten, waaronder Jan Stulen, Norbert Nozy en Arie van Beek.
Tot 1999 was de artistieke leiding in handen van Jan Cober. Deze werd opgevolgd door Alex Schillings.